# Diores bifurcatus
Diores bifurcatus är en spindelart som beskrevs av Tucker 1920. Diores bifurcatus ingår i släktet Diores och familjen Zodariidae. Inga underarter finns listade i Catalogue of Life.